# 生死格斗 (电影)
《生死格斗》（英語：DOA: Dead or Alive）是一部2007年美国、英国、德国联合制作的动作片，演员阵容来自英国、日本、德国、中国，导演元奎，主演戴文·青木、莎拉·卡特、杰米·普莱斯利。

## 剧情
日本的一名公主“霞”不听劝阻执意参加“生死格斗”，她并不是为了丰厚的奖金，而是为了寻找哥哥“疾风”，当她过了重重关卡，最终在生死格斗里见到了哥哥，并且打败魔头组织，炸毁比赛场地。

## 演员
| 演员          | 角色            | 备注 |
| ------------- | --------------- | ---- |
| 戴文·青木     | 霞              |      |
| 莎拉·卡特     | 海伦娜·道格拉斯 |      |
| 杰米·普莱斯利 | 蒂娜·阿姆斯壮   |      |
| 霍莉·瓦兰丝   | 克里斯蒂·艾伦   |      |
| 娜塔莎·迈尔兹 | 绫音            |      |
| 埃里克·罗伯茨 | 多诺万          |      |
| 马修·马斯登   |                 |      |
| 布莱恩·J·怀特 | 扎克            |      |
| 邹兆龙        | 疾风            |      |
| 仇云波        | 海盗领袖        |      |
| 小杉健        | 龍隼            |      |
| 安娜·博尔特   | 护士琼斯        |      |
| 马汀·克鲁斯   | 巴特勒          |      |
| 史蒂夫·豪威   | 韦瑟比          |      |

## 花絮
该片曾在曼谷、桂林市、浙江省横店影视城、香港等地取景，一共花费预算$21,000,000。
该片上映之后，因性感火辣美女、动作招式华丽而吸引大批观众，票房大丰收，一共$7,516,532。
邹兆龙精通跆拳道，同时是空手道黑带；2007年6月24日，该片在中国大陆上映。该片是元奎进军国际影坛的第二部电影作品。编剧曾执笔《风月俏佳人》。